# Krikliniai
Krikliniai är en ort i Panevėžys län i norra Litauen. Enligt folkräkningen från 2011 har staden ett invånarantal på 228 personer.